# Liechtenstein en los Juegos Olímpicos de Londres 1948
Liechtenstein estuvo representado en los Juegos Olímpicos de Londres 1948 por dos deportistas masculinos que compitieron en atletismo.
El equipo olímpico liechtensteiniano no obtuvo ninguna medalla en estos Juegos.